# Čubura (gmina Ražanj)
Čubura (cyr. Чубура) – wieś w Serbii, w okręgu niszawskim, w gminie Ražanj. W 2011 roku liczyła 160 mieszkańców.